# Containerbahnhofbrücke Mannheim
Die Containerbahnhofbrücke Mannheim ist eine Eisenbahn-Balkenbrücke der Schnellfahrstrecke Mannheim–Stuttgart in Mannheim (Streckenkilometer 2,0 bis 3,1). Die zwischen 1976 und 1978 errichtete Überführung war das erste fertiggestellte Ingenieurbauwerk der Strecke. Mit einer Länge von 1100 m ist sie die längste Eisenbahnbrücke in Baden-Württemberg und eine der längsten Eisenbahnbrücken in Deutschland.
Die Brücke überquert unter anderem den ehemaligen Containerbahnhof in Mannheim und trägt daher ihren Namen.
Die Baukosten betrugen rund 21 Millionen DM. Mitte 1978 waren 17 Mio. DM angegeben worden.

## Verlauf

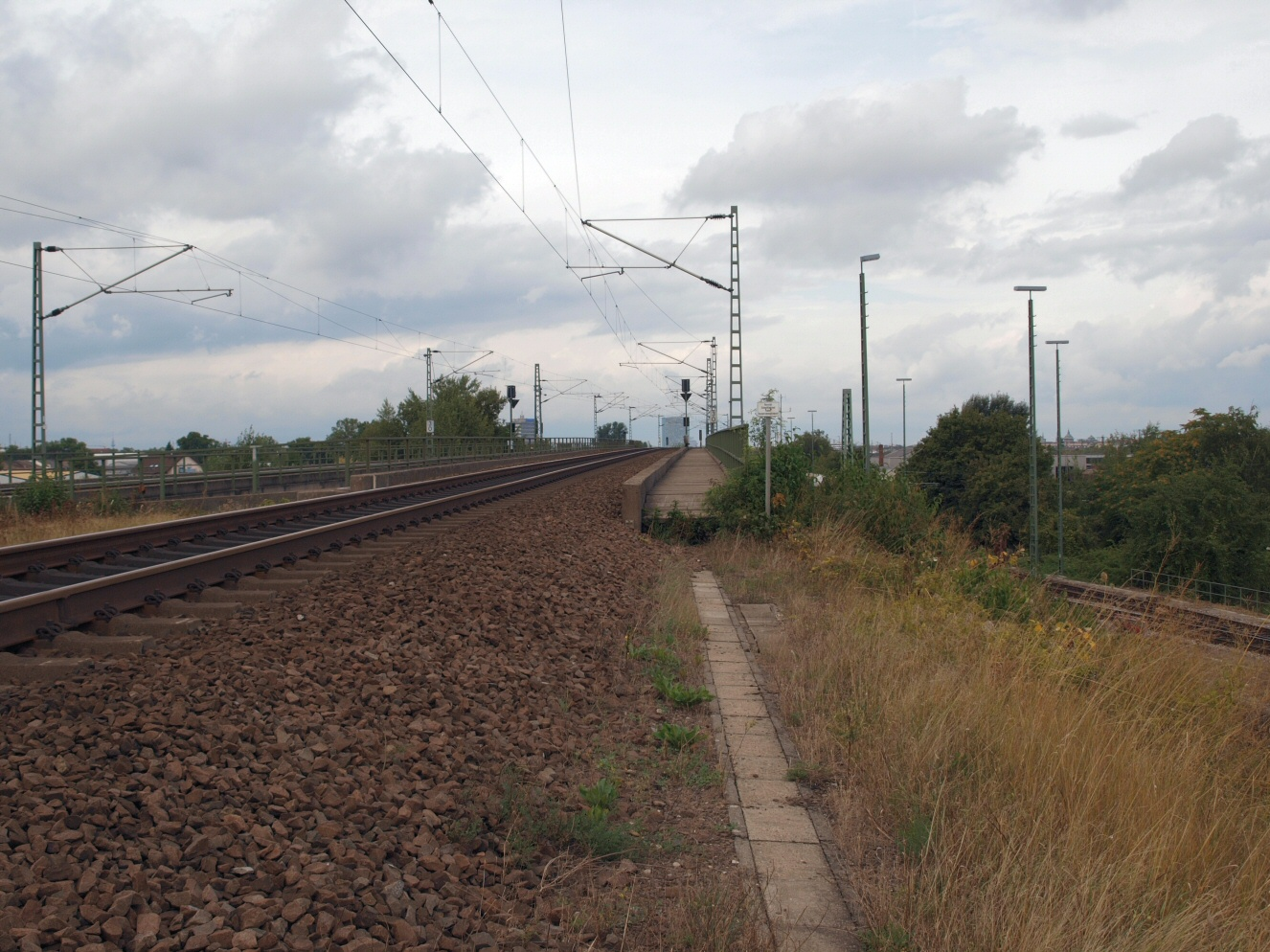
Gleisanlagen am östlichen Widerlager

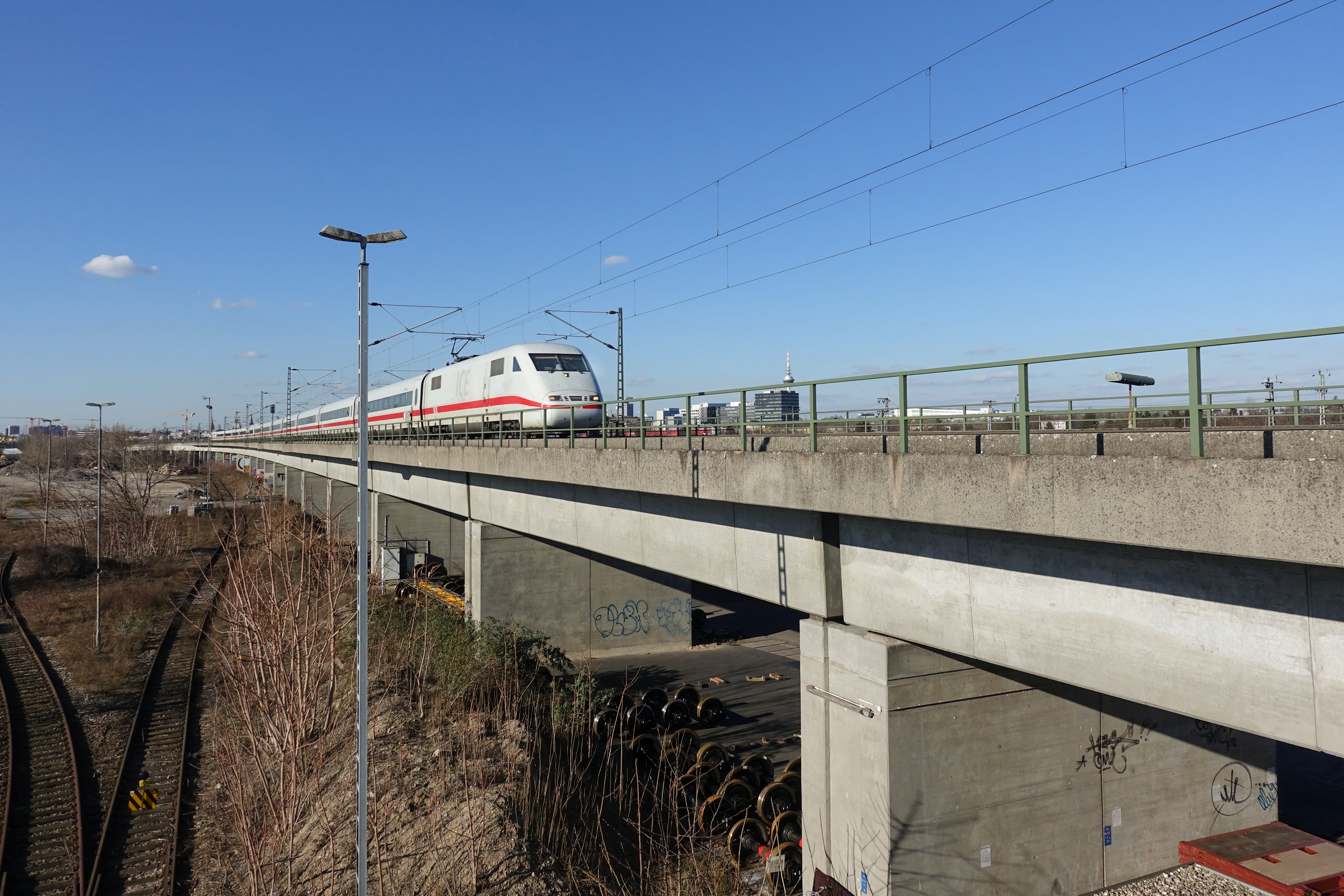
Ein ICE vom Hauptbahnhof Mannheim nach München auf der Containerbahnhofbrücke.

Das Bauwerk beginnt bei Streckenkilometer 1,400.
Die Trasse der Brücke verläuft in südöstlicher Richtung in Form einer S-Kurve zwischen dem Hauptbahnhof und dem Pfingstbergtunnel. Am nordwestlichen Ende überspannt ein Überwerfungsbauwerk im spitzen Winkel vier Streckengleise der Bahnstrecke nach Heidelberg und ein Anschlussgleis des Rangierbahnhofs sowie des Containerbahnhofs Mannheim. Es folgt mit Regelstützweiten von 25 Metern, unterbrochen von einem weiteren Überwerfungsbauwerk für ein Gleis, der mittlere Brückenabschnitt.
Auf den letzten 150 Metern werden zwei weitere Gleise überspannt und die beiden Gleise gespreizt. Der Achsabstand der Gleise wird hier von 4,70 auf 25,80 m vergrößert, um eine spätere Einführung der östlichen Riedbahn zu ermöglichen. Über eine Rampe könnte damit eine Verbindung mit dem Rangierbahnhof hergestellt werden. Güterzüge könnten somit den Mannheimer Hauptbahnhof umfahren. Auch das anschließende Erdbaulos Mallau wurde mit dem vergrößerten Gleisabstand ausgeführt.
Die Gradiente steigt auf der westlichen Rampe zunächst um 16,0 Promille an, steigt auf der Brücke weitgehend mit 3,4 Promille und fällt vor dem östlichen Widerlager und auf der östlichen Rampe um 12,5 Promille ab.
Die zulässige Höchstgeschwindigkeit liegt im Bauwerksbereich heute (Stand: ca. 2008) bei 100 km/h (bis Streckenkilometer 2,0), 160 km/h (km 2,0 bis 3,0) bzw. 190 km/h (ab km 3,0).

## Konstruktion
Die nordwestliche Kreuzung der Bahnhofsgleise erfolgt mit einer aufgeständerten, 216,4 m langen  Plattenbalkenkonstruktion, die von Einzelstützen getragen wird. Im Regelbereich hat der Brückenüberbau 25 m Pfeilerachsabstände und besteht aus zwei eingleisigen Überbauten, die als statisches System eine Kette von 24 Einfeldträgern haben. Im Querschnitt bestehen sie aus einzelligen, 2,4 m hohen und 23,35 m weit spannenden Stahlbetonhohlkästen, in Längsrichtung vorgespannt. Zusätzlich ist die 6,81 m breite Fahrbahnplatte in Querrichtung vorgespannt. Die Herstellung von jeweils zwei Brückenträgern erfolgte im Wochentakt auf Lehrgerüsten. Dabei wurde zuerst die Bodenplatte mit den Stegen betoniert und im zweiten Schritt die Fahrbahnplatte. Die Überbauten sind auf Stahlbetonpfeilern gelagert, die einen Hohlkastenquerschnitt haben und von sechs, 18 bis 22 m langen Bohrpfählen mit je 1,5 m Durchmesser getragen werden. Der Regelabschnitt wird von einer weiteren 75,75 m langen Plattenbalkenkonstruktion unterbrochen und am südöstlichen Ende von einem 150 m langen Abschnitt abgeschlossen. Hier beginnt eine Aufspreizung der beiden Gleisachsen auf bis zu 25,80 m als Bauvorleistung für eine spätere Einfädelung der östlichen Riedbahn. Der Brückenüberbau besteht hier aus einer Kette von niedrigeren Zweifeldträgern, die einen dreizelligen Hohlkastenquerschnitt haben und auf Einzelpfeiler ruhen.

## Geschichte

### Planung
Die Notwendigkeit eines Überwerfungsbauwerks ergab sich aus dem vorgesehenen Betriebsprogramm, das eine höhenfreie Verbindung zur Neubaustrecke erforderlich machte.
Bereits im Planungsstand von 1973 war dabei eine höhenfreie Einfädelung einer Verbindungsstrecke zwischen der östlichen Einführung der Riedbahn und der Neubaustrecke, unter Umfahrung des Mannheimer Hauptbahnhofs, vorgesehen. Die Verbindungsstrecke sollte südöstlich des Mannheimer Hauptbahnhofs, vor der Verzweigung der Riedbahn-Einführung (Richtung Hauptbahnhof und Heidelberg) aus der Riedbahn ausfädeln, nördlich parallel zur Bestandsstrecke nach Heidelberg verlaufen und schließlich höhenfrei in die Neubaustrecke einfädeln.
Die Brücke war Teil der Planfeststellungsabschnitte 1b (km 1,700 bis 2,300) 1b und 1c (km 2,300 und km 9,585) der Schnellfahrstrecke Mannheim–Stuttgart. Das Planfeststellungsverfahren wurde am 5. August 1974 (1b) bzw. 7. April 1975 (1c) eingeleitet. Die Erörterungen fanden jeweils 1975 statt. Die Beschlüsse wurden am 10. Juli 1975 (1b) bzw. 26. März 1975 (1c) erlassen und erlangten am 10. August 1975 (1b) bzw. 26. April 1976 (1c) Rechtskraft. Gegen das Vorhaben wurde eine Einwendung im Abschnitt 1b und 112 Einwendungen im Abschnitt 1c erhoben. Es gab in beiden Abschnitten keine Klagen.
Aufgrund des vergleichsweise großen Brückenanteils, der für Neu- und Ausbaustrecken der Bundesbahn geplant war, sollte ein Modell entwickelt werden, das unter ähnlichen Geländebedingungen auch andernorts eingesetzt werden könnte. Zu den Anforderungen zählten unter anderem ein Überbau mit durchgehenden Schotterbett, geringen Längsverschiebungen und Durchbiegungen und eine möglichst einfache und kostengünstige Bauweise mit geringen Wartungskosten. Die Brücke wurde damit zum Prototyp einer von der Zentralen Transportleitung Mainz entwickelten Einheitsbauweise für Brücken.

### Bau
Die vorbereitenden Arbeiten im Bereich des Mannheimer Containerbahnhofs begannen im März 1976 mit der Baufeldfreimachung. Dabei wurden unter anderem Bahnhofs- und Streckengleise, Kabel und Straßen verlegt sowie Hochbauten abgebrochen und neu gebaut. Insgesamt wurden 16 Kilometer Gleis und 88 Weichen verlegt. Die Gesamtkosten für diese Maßnahmen wurden mit rund 16 Millionen DM beziffert.
Die Bauarbeiten begannen am 19. Mai 1976.
Am 20. August 1976 wurde an der Brücke der symbolische erste Rammschlag der Neubaustrecke durch Bundesverkehrsminister Kurt Gscheidle vollzogen.
Aufgrund des schlechten Baugrunds und des intensiven Zugbetriebs gestalteten sich die Bauarbeiten schwierig. Die Brücke wurde weitgehend in einem Baukasten-System aus je 25 m langen Spannbetonteilen errichtet.
Als erstes Bauwerk der Neubaustrecke wurde die Brücke bereits 1978 fertiggestellt. (Eine andere Quelle spricht von einer Fertigstellung im Rohbau zum 14. Dezember 1979.)
Im Sommer 1978 war das Bauwerk weitgehend fertiggestellt.
Insgesamt wurden 4.520 m Betonpfähle (150 cm Durchmesser), 28.200 m³ Beton, rund 350 t Spannstahl sowie rund 2.600 t Baustahl verarbeitet.
Die Aufträge für das rund 21 Millionen DM teure Bauwerk erhielten überwiegend Unternehmen aus Baden-Württemberg.
Für den südöstlich anschließenden Erdbauabschnitt wurden 55.000 m³ Massen abgetragen und ein Bahndamm aus 126.000 m³ Material geformt. Darüber hinaus wurden 6,5 km Straßen und mehrere Kilometer Kabel und Kanäle verlegt. Die geplanten Gesamtkosten für diesen 2,5 km langen Abschnitt lagen 1978 bei 10 Millionen DM.
Von regulären Zügen befahren wird die Brücke seit Ende Mai 1987.

## Technik
Zu Verminderung von Schallemissionen von Zügen verfügt die Brücke über ein schalldämmendes Schotterbett.
Im Bereich der Brücke beginnt die Linienzugbeeinflussung der Schnellfahrstrecke.